# 旗本八旗
旗本八旗（はたもとはっき）は、小説『三国志演義』に登場する西涼の群雄・韓遂配下の「手下八部」と称される勇将8人を、吉川英治が小説『三国志』において馬超の配下として翻案したものである（文中では「八旗の旗本」などと称される）。戦死した者、馬超との内部分裂で非業の死を遂げた者、生き残って列侯に封ぜられたもの、など顛末はさまざまである。
なお、彼らは正史『三国志』にも登場するが（馬超伝に引用された「典略」に記載がある）、馬超、韓遂とは同盟関係にあると推測できるものの主従関係にあるかどうかは不明であり、「手下八部」「旗本八旗」という言葉も正史には見られない（上述した典略の記載を元にした脚色であろう）。また、それぞれの末路も若干異なる。

## 旗本八旗とされる者
- 侯選
- 張横
- 程銀
- 成宜
- 李堪 - 吉川英治三国志では、李湛（）と表記。
- 馬玩
- 梁興
- 楊秋